# Liste der Wappen in der Woiwodschaft Heiligkreuz
Diese Liste zeigt die Wappen der Landkreise und kreisfreien Städte in der Woiwodschaft Heiligkreuz. Die Woiwodschaft Heiligkreuz ist in 13 Landkreise und eine kreisfreie Stadt unterteilt.

## Wappen der kreisfreien Städte in der Woiwodschaft Heiligkreuz

Kielce

## Wappen der Landkreise in der Woiwodschaft Heiligkreuz

Powiat Buski
Powiat Jędrzejowski
Powiat Kazimierski
Powiat Kielecki
Powiat Konecki
Powiat Opatowski
Powiat Ostrowiecki
Powiat Pińczowski
Powiat Sandomierski
Powiat Skarżyski
Powiat Starachowicki
Powiat Staszowski
Powiat Włoszczowski